# Carl Groß (Violinist)
Carl Groß (* 1800; † 19. April 1842 in Wien) war ein österreichischer Musiker und Beamter.

## Leben
Groß war im Hauptberuf Rechnungs-Offizial in der k. k. Staats-Credit- und Central-Hofbuchhaltung. Daneben galt er als „ein ausgezeichneter Violinspieler“ und war ausübendes Mitglied der Gesellschaft der Musikfreunde. Zu seinem Bekanntenkreis gehörten Ludwig van Beethoven und Franz Schubert.
Carl Groß machte sich insbesondere als Primarius eines Streichquartetts einen Namen, zu dem auch Beethovens Freund Karl Holz gehörte und trat mit diesem mehrfach in Konzerten auf, ebenso im privaten Rahmen, so im Hause des Musikfreundes Ignaz von Sonnleithner. Er gehörte auch zu jenen Musikern, die Franz Schubert fünf Tage vor dessen Tod Beethovens Streichquartett cis-Moll op. 131 vorspielten.
Er wohnte zuletzt auf der Landstraße Nr. 355, wo er am 19. April 1842 „am Nervenfieber“ starb.